# Klenivka, Simferopol
Klenivka (în ucraineană Кленівка) este un sat în comuna Donske din raionul Simferopol, Republica Autonomă Crimeea, Ucraina.

## Demografie
Componența lingvistică a localității Klenivka
     Rusă (63,14%)
     Ucraineană (31,2%)
     Tătară crimeeană (4,71%)
     Alte limbi (0,52%)
Conform recensământului din 2001, majoritatea populației localității Klenivka era vorbitoare de rusă (63,14%), existând în minoritate și vorbitori de ucraineană (31,2%) și tătară crimeeană (4,71%).